# Craugastor adamastus
Craugastor adamastus là một loài ếch thuộc họ Craugastoridae.
Đây là loài đặc hữu của Guatemala.
Môi trường sống tự nhiên của chúng là rừng ẩm vùng đất thấp nhiệt đới hoặc cận nhiệt đới và sông ngòi. Chúng hiện đang bị đe dọa vì mất môi trường sống.